# Invincible (Michael Jackson-album)
Az Invincible („Legyőzhetetlen”) Michael Jackson amerikai énekes tizedik stúdióalbuma. 2001. október 30-án jelent meg, hat évvel Jackson utolsó stúdióalbuma, a HIStory: Past, Present and Future után. A borítója egy egyszerű design, Michael arca látható rajta. Az eredeti ezüstszínű változaton kívül még négy színben (vörös, zöld, sárga és kék) volt kapható korlátozott példányszámban. Az albumból világszerte tízmillió példány kelt el.
Az album első dala az Unbreakable, amihez az 1997-ben elhunyt rapper, The Notorious B.I.G. I Can’t Stop the Right című dalából használtak fel egy részletet. A dalban Brandy Norwood háttérvokálozik. A Whatever Happensben Carlos Santana gitározik.

## Benjamin Hermansen
Jackson az albumot egy tizenöt éves fekete norvég fiú, Benjamin Hermansen emlékének ajánlotta. Hermansent – akivel Jacksonnak volt egy közös barátja, az oslói Omar (vagy Omer) Bhatti – 2001. január 26-án neonácik szúrták le Oslóban. Jackson az albumot ezenkívül szüleinek és nagyanyjának is ajánlotta. Az album borítófüzetében egy rózsa mellett a következő szöveg olvasható: „Ezt az albumot Benjamin "Benny" Hermansennek ajánlom. Emlékezzünk továbbra is, hogy az embert ne bőrszíne, hanem jelleme alapján kell megítélni. Benjamin... szeretünk... nyugodj békében.”

## Népszerűsítés
Az album népszerűsítése érdekében Jackson fellépett a Madison Square Gardenben. A műsor címe Michael Jackson: 30th Anniversary Special volt, és azt ünnepelte, hogy Jackson szólókarrierje harminc éve indult. Az énekes 1984 óta először lépett fel együtt fivéreivel. Fellépett rajtuk kívül többek között Mýa, Usher, Whitney Houston, az 'N Sync és Slash.
A 2001. szeptember 11-ei terrortámadások után Jackson segített a United We Stand: What More Can I Give jótékonysági koncert megszervezésében. A koncertre a washingtoni RFK Stadiumban került sor 2001. október 21-én, és számos világhírű énekes lépett fel rajta. Jackson a What More Can I Give című dalt adta elő a műsor zárószámaként.

## Fogadtatása
Az albumot nagy várakozás fogadta, mivel ez volt Michael első stúdióalbuma hat év óta. Az Invincible több híres énekesnek ebben az időben megjelent albumával versengett a Billboard 200 slágerlistán, köztük a legnagyobb rivális Enrique Iglesias új albuma, az Escape volt. Végül az Invincible lett a listavezető, az első héten 366 275 példányban kelt el, míg az Escape csak 267 000-ben. A másik nagy rivális, az első Backstreet Boys-válogatásalbum, a The Hits: Chapter One csak a negyedik helyet érte el. Az Invincible nemcsak az Egyesült Államokban, de tizenkét másik országban is a slágerlista első helyén nyitott, és világszerte körülbelül tízmillió példányban kelt el. Az Egyesült Államokban és Európában is dupla platinalemez lett.
Az Invincible-ből azonban jóval kevesebb kelt el, mint Jackson korábbi albumaiból, részben a promóció és a turné hiányának, a kiadóval való vitáknak, részben a világszerte egyébként is visszahúzódóban lévő lemezeladásoknak köszönhetően. Az első kislemez, a You Rock My World a 10. helyet érte el az amerikai Billboard Hot 100 slágerlistán, a listán töltött 3. hetén. A harmadik (az USA-ban második) kislemez, a Butterflies a 14. helyet érte el ugyanezen a listán és öt hétig állt a 2. helyen a R&B/Hip-Hop slágerlistán. A kislemezen meg nem jelent Heaven Can Wait a rádiós játszásoknak köszönhetően szintén felkerült az R&B/Hip-Hop listára.

## Kritikai fogadtatás
Az Invincible nagyrészt kedvező kritikákat kapott, de a legtöbb kritikus egyetértett abban, hogy ez Jackson egyik legkevésbé lenyűgöző albuma, főleg mivel túl hosszú, csaknem 80 perces. Az Allmusic öt csillagból hármat adott rá, és azt írta: „Végül azonban az album túl hosszúra nyúlik, és a felénél elfogy a szusz... Nem elég ahhoz, hogy azzá a nagy visszatéréssé váljon, amire Jacksonnak szüksége volt... de emlékeztet arra, hogy valóban képes jó popdalokat szerezni.” Az NME tízből hatos osztályzatot adott rá, és szintén a hosszúságát kritizálta. A Rolling Stone öt csillagból hármat adott rá, és az album elején szereplő R&B-dalokat jónak ítélte, de a végén szereplő balladákat elmarasztalta, és azt írta, túl hosszúvá tették az albumot.
Robert Christgau kritikus így jellemezte az albumot: „[Jackson] képességei változatlanok... a ritmus acélosabb, a balladák légiesebbek, és mindkettő nyugtalanító hatást vált ki. 78 percével ez az album túl hosszú.” Ugyanazt az osztályzatot adta az albumra, mint Jackson nagy sikerére, a Thrillerre első megjelenésekor.
Jackson és támogatói úgy tartják, a kritikák igazságtalanok, és az énekes múltbeli problémái és a róla kialakult excentrikus kép volt rájuk hatással. Az Allmusic valóban felhozta kritikájában Jackson botrányait és a rosszul álló pénzügyeiről keringő pletykákat, a Rolling Stone pedig azt írta, „minden dal hatalmas kétségbeeséssel van tele”. Robert Christgau azt írja, „Jackson groteszk életét még jobban hangsúlyozza groteszkül nagy vagyona”, és sértőnek érzi, hogy Jackson gyermekek segítéséről énekel.

## Sony Music-botrány
Jackson várta, hogy régebbi albumainak szerzői jogai visszaszálljanak rá, és úgy tudja népszerűsíteni a dalokat, hogy a Sony Music részesedést kapna belőlük. Úgy vélte, ez az évezred elején bekövetkezik, a szerződés apró betűs részletei miatt azonban nem így lett. Kiderült, hogy az ügyvéd, aki az énekest képviselte a szerződés aláírásakor, a Sony képviselője is volt. A Sony ugyanakkor évek óta szerette volna véglegesen megvásárolni Jackson minden dalának szerzői jogát, és amennyiben az énekes nehéz helyzetbe kerül, kénytelen lett volna eladni ezeket, így a kiadónak érdekében állt Jackson karrierjét hátráltatni. Jackson ezeket bizonyítva fel tudta bontani a szerződését velük. Nem sokkal az Invincible megjelenése előtt közölte a Sony Music Entertainment vezetőjével, Tommy Mottolával, hogy elhagyja a kiadót. Emiatt a kiadó leállt az album népszerűsítésével, a videóklipek finanszírozásával és a kislemezek megjelentetésével. Jackson 2002 júliusában rasszizmussal vádolta Mottolát, azt állította, a kiadóvezető nem törődik az afroamerikai zenészekkel, csak kihasználja őket. Azt is állította, Mottola „kövér niggernek” nevezte kollégáját, Irv Gottit A Sony cáfolta, hogy nem reklámozták kellőképpen az Invincible-t, és at mondták, Jackson a hibás, mert nem volt hajlandó turnézni az Egyesült Államokban.

## Kislemezek
- You Rock My World (2001. október 11.)
- Cry (2001. december 3.)
- Butterflies (2001. november 8.; promó)

## A lemezen szereplő dalok listája
| Invincible | Invincible        | Invincible                                             | Invincible | Invincible | Invincible | Invincible | Invincible | Invincible | Invincible |
| #          | Cím               | Szerző(k)                                              | Hossz      |            |            |            |            |            |            |
| ---------- | ----------------- | ------------------------------------------------------ | ---------- | ---------- | ---------- | ---------- | ---------- | ---------- | ---------- |
| 1.         | Unbreakable       | Jackson, Daniels, Jerkis, Payne, Smith, Wallace        | 6:26       |            |            |            |            |            |            |
| 2.         | Heartbreaker      | Jackson, Jerkins, Jerkins III, Daniels, Mischke, Gregg | 5:09       |            |            |            |            |            |            |
| 3.         | Invincible        | Jackson, Daniels, Gregg, Jerkins, Jerkins              | 4:46       |            |            |            |            |            |            |
| 4.         | Break of Dawn     | Jackson, Dr. Freeze                                    | 5:32       |            |            |            |            |            |            |
| 5.         | Heaven Can Wait   | Jackson, Riley, Heard, Smith, Beal, Laues, Quiller     | 4:49       |            |            |            |            |            |            |
| 6.         | You Rock My World | Jackson, Daniels, Jerkins, Jerkins, Payne              | 5:39       |            |            |            |            |            |            |
| 7.         | Butterflies       | Harris, Ambrosius                                      | 4:40       |            |            |            |            |            |            |
| 8.         | Speechless        | Jackson                                                | 3:18       |            |            |            |            |            |            |
| 9.         | 2000 Watts        | Jackson, Riley, Gibson, Henson                         | 4:24       |            |            |            |            |            |            |
| 10.        | You Are My Life   | Jackson, Babyface, Sager, McClain                      | 4:33       |            |            |            |            |            |            |
| 11.        | Privacy           | Jackson, Belle, Daniels, Jerkins, Jerkins              | 5:05       |            |            |            |            |            |            |
| 12.        | Don’t Walk Away   | Jackson, Riley, Stites, Vertelney                      | 4:24       |            |            |            |            |            |            |
| 13.        | Cry               | R. Kelly                                               | 5:00       |            |            |            |            |            |            |
| 14.        | The Lost Children | Jackson                                                | 4:00       |            |            |            |            |            |            |
| 15.        | Whatever Happens  | Jackson, Riley, Quay, Williams                         | 4:56       |            |            |            |            |            |            |
| 16.        | Threatened        | Jackson, Jerkins, Jerkins III, Daniels                 | 4:18       |            |            |            |            |            |            |
| 77:08      |                   |                                                        |            |            |            |            |            |            |            |

## Kiadatlan dalok
- (I Can't Make It) Another Day
- (I Like) The Way You Love Me
- All My Children
- A Deeper Love
- A Place With No Name
- Angel
- Angel in Disguise
- Bio
- Blue Gangsta
- Can I Live
- Can't Stop Me Now
- Children's Holiday
- Colour Of My Soul
- Craze
- Do You Love Me
- Ekam Satyam (The One Truth)
- Fall Again
- Get Your Weight Off of Me
- Hanson
- Hollywood Tonight
- I Don't Live Here Anymore
- I Have This Dream
- It's Not Worth It
- In the Valley
- Jungle
- Just A Lover In My Life
- Kick It
- La Mia Canzone Al Vento (Bixio Cherubini)
- Maybe We Can Do It
- Monster
- My Will
- On My Anger
- On The Rain
- People Have To Make Some Kind of Joke
- People Of The World
- Photographs
- Pressure
- Rampage
- Revolution
- Rise Above It All
- Secret Passage
- Seduction
- Seeing Voices (feat. Ray Charles)
- She Was Loving Me (később Chicago)
- She's Only Fifteen
- Shout
- Shut Up And Dance
- Soldier's Entrance
- Stop the War
- Thank Heaven
- That
- That Kind of Lover
- The Gloved One
- The Pain
- This Is Our Time
- To The World
- Triple Threat Cable
- Tubeway
- Unknown (nem tudni, hogy a címe nincs meg vagy tényleg ez a címe)
- Vibratonist
- We've Had Enough
- We Be Ballin' (feat. Ice Cube, Shaquille O’Neal)
- What's A Guy Gotta Do
- What More Can I Give
- What You Do To Me
- The World Is Our Church
- Xscape
- You Are A Liar

## Helyezések
| Slágerlista (2001/2002)   | Legfelső helyezés | Minősítés       | Elkelt példányszám |
| ------------------------- | ----------------- | --------------- | ------------------ |
| Ausztrál albumslágerlista | 1                 | 2× platinalemez | 140 000            |
| Brit albumslágerlista     | 1                 | Platinalemez    | 350 000            |
| Dán albumslágerlista      | 1                 | Aranylemez      | 25 000             |
| Finn albumslágerlista     | 7                 | Aranylemez      | 16 621             |
| Francia albumslágerlista  | 1                 | 2× platinalemez | 575 000            |
| Holland albumslágerlista  | 1                 | Platinalemez    | 80 000             |
| Japán albumslágerlista    | 5                 | Platinalemez    | 200 000            |
| Kanadai Top 50            | 3                 | Nincs           | <50 000            |
| Német albumslágerlista    | 1                 | Platinalemez    | 300 000            |
| Norvég albumslágerlista   | 1                 | Platinalemez    | 50 000             |
| Olasz Top 75              | 2                 | Platinalemez    | 100 000            |
| Osztrák albumslágerlista  | 2                 | Aranylemez      | 20 000             |
| Portugál albumslágerlista | 8                 | Aranylemez      | 20 000             |
| Svéd albumslágerlista     | 1                 | Aranylemez      | 40 000             |
| Török albumslágerlista    | 1                 | Platinalemez    | 120 000            |
| USA Billboard 200         | 1                 | 2× platinalemez | 2 100 000          |

Az IFPI európai dupla platinalemezhez az alábbi országokban vették figyelembe az eladási adatokat:
Ausztria, Belgium, Bulgária, Csehország, Dánia, Egyesült Királyság, Finnország, Franciaország, Görögország, Hollandia, Izland, Írország, Lengyelország, Magyarország, Németország, Norvégia, Olaszország, Oroszország, Portugália, Spanyolország, Svájc, Svédország, Szlovákia, Törökország.

### Helyezései a Billboard 200-on
| Pozíció | 1 | 3 | 4 | 11 | 17 | 25 | 28 | 26 | 25 | 27 | 24 | 25 | 27 | 27 | 35 | 40 | 46 | 53 | 71 | 89 | 104 | 126 | 123 | 130 | 124 | 174 | 174 | 198 |